# Stomacrustula hincksi
Stomacrustula hincksi is een mosdiertjessoort uit de familie van de Fatkullinidae. De wetenschappelijke naam van de soort is, als Stomachetosella hincksi, voor het eerst geldig gepubliceerd in 1968 door Powell.